# Диплобатисы
Диплобатисы  лат. Diplobatis — род скатов семейства лат. Narcinidae отряда электрических скатов. Это хрящевые рыбы, ведущие донный образ жизни, с крупными, уплощёнными грудными плавниками в форме диска и с длинным хвостом. Они способны генерировать электрический ток. К роду в настоящее время относят 4 вида. Эти скаты встречаются в тропических водах Тихого и Атлантического океанов на глубине до 99 м. Длина колеблется от 13,7 см до 25 см. Это исключительно морские рыбы. Длина колеблется от 19 до 50 см. Научное название рода происходит от слов др.-греч. διπλός — «двойной» и лат. batis — «скат».

## Описание
У этих скатов овальные и закруглённые грудные диски и довольно длинный хвост. Имеются два спинных плавника примерно одного размера. У основания грудных плавников сквозь кожу проглядывают электрические парные органы в форме почек.

## Биология
Диплобатисы являются медлительными донными рыбами. Рацион состоит в основном из мелких донных рыб и беспозвоночных. Они способны генерировать электрический ток средней силы. Размножаются яйцеживорождением, эмбрионы вылупляются из яиц в утробе матери.

## Классификация
- Подсемейство Narcininae
  - Diplobatis Bigelow & Schroeder, 1948) — Диплобатисы[1]
    - Diplobatis colombiensis  Fechhelm & McEachran, 1984
    - Diplobatis guamachensis Martín Salazar, 1957 — Венесуэльский диплобатис[1]
    - Diplobatis ommata  (D. S. Jordan & C. H. Gilbert, 1890) — Панамский диплобатис
    - Diplobatis pictus G. Palmer, 1950 — Гайанский диплобатис[1]